# 井上由貴
井上 由貴（いのうえ ゆき、12月25日 - ）は、2000年代後期に活動していた日本の元タレント。千葉県出身。
活動当時は立教大学の学生で、日本テレビ関連イベントに携わる日本テレビイベントコンパニオン（管理・運営：日テレイベンツ）の23期生であった。また、コンパニオン業務に従事しながら日本テレビ『ズームイン!!サタデー』の出演オーディションも受け、初代お天気キャスターに抜擢。大学1年の秋（2006年9月30日）から3年の秋（2008年9月27日）まで同番組のお天気コーナーにレギュラー出演した。その後も、4年の秋（2009年9月19日）に一度だけ出演している。
アナウンサー志望であったが、大学在学中に三井不動産レジデンシャルから内定を受けていたことが同社広報サイトで公表された。